# Saint-Vincent-de-Durfort
Saint-Vincent-de-Durfort är en kommun i departementet Ardèche i regionen Auvergne-Rhône-Alpes i sydöstra Frankrike. Kommunen ligger  i kantonen Privas som ligger i arrondissementet Privas. År 2022 hade Saint-Vincent-de-Durfort 272 invånare.

## Befolkningsutveckling
Antalet invånare i kommunen Saint-Vincent-de-Durfort
Referens: INSEE

## Galleri

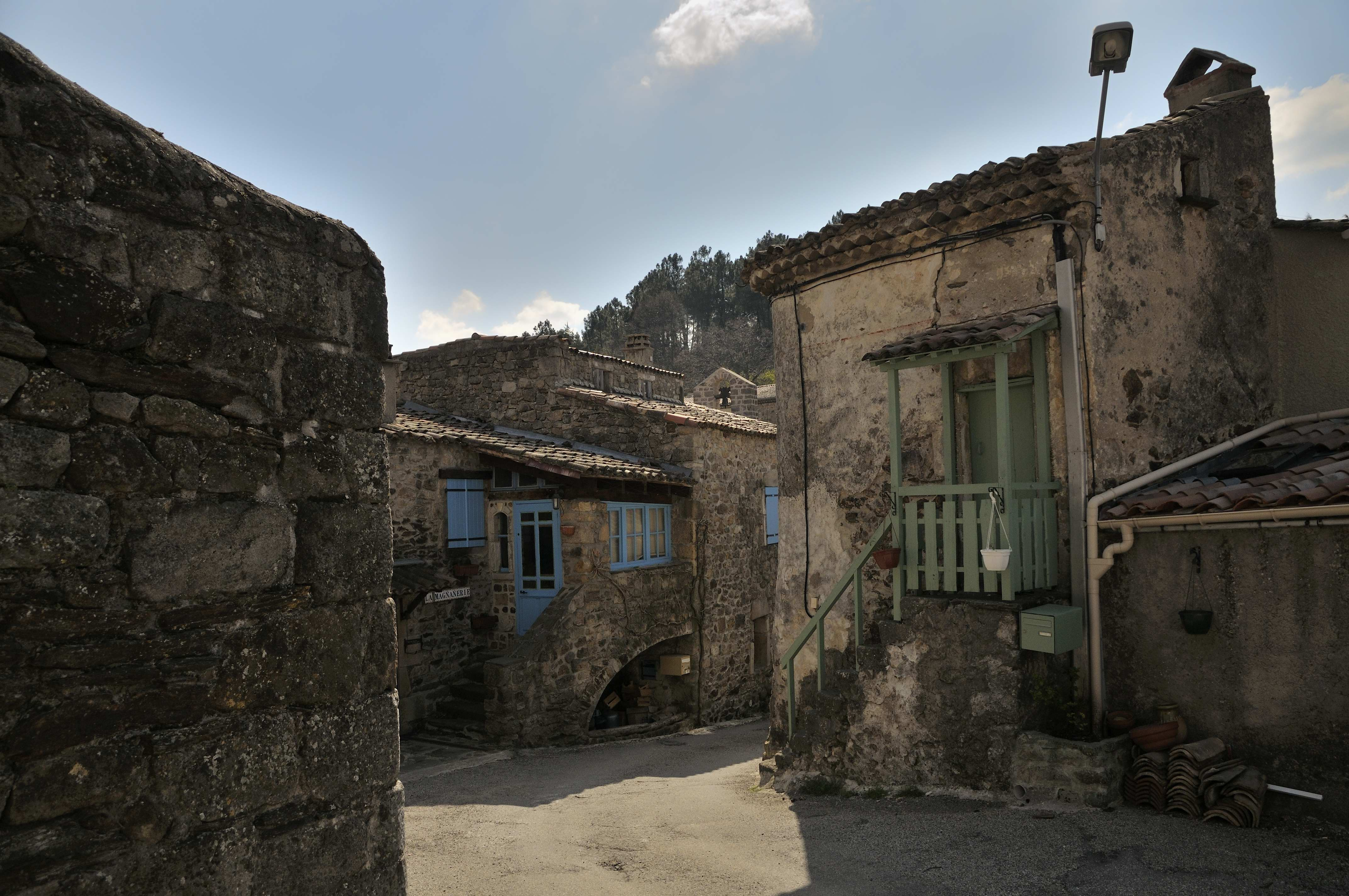
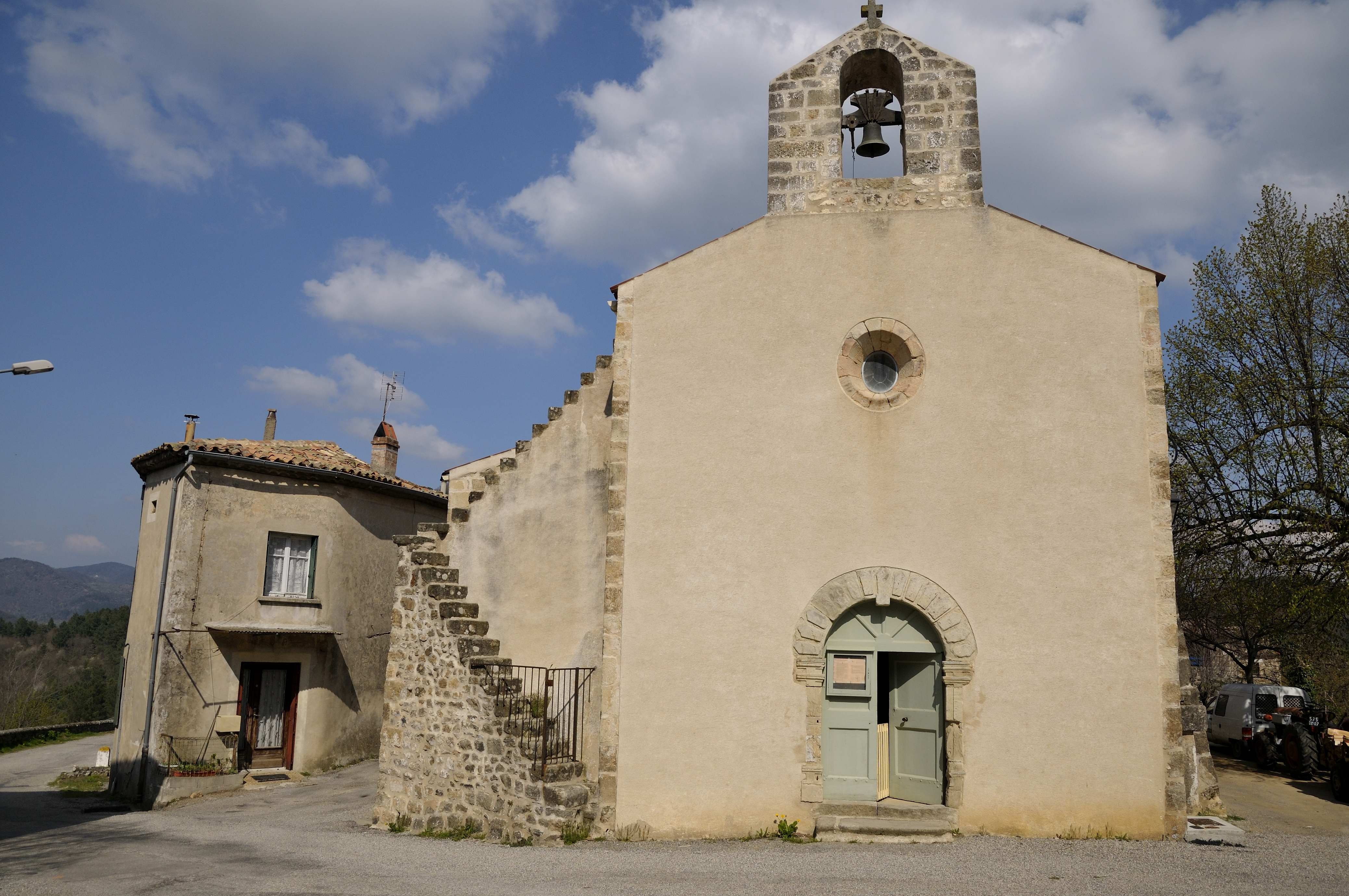
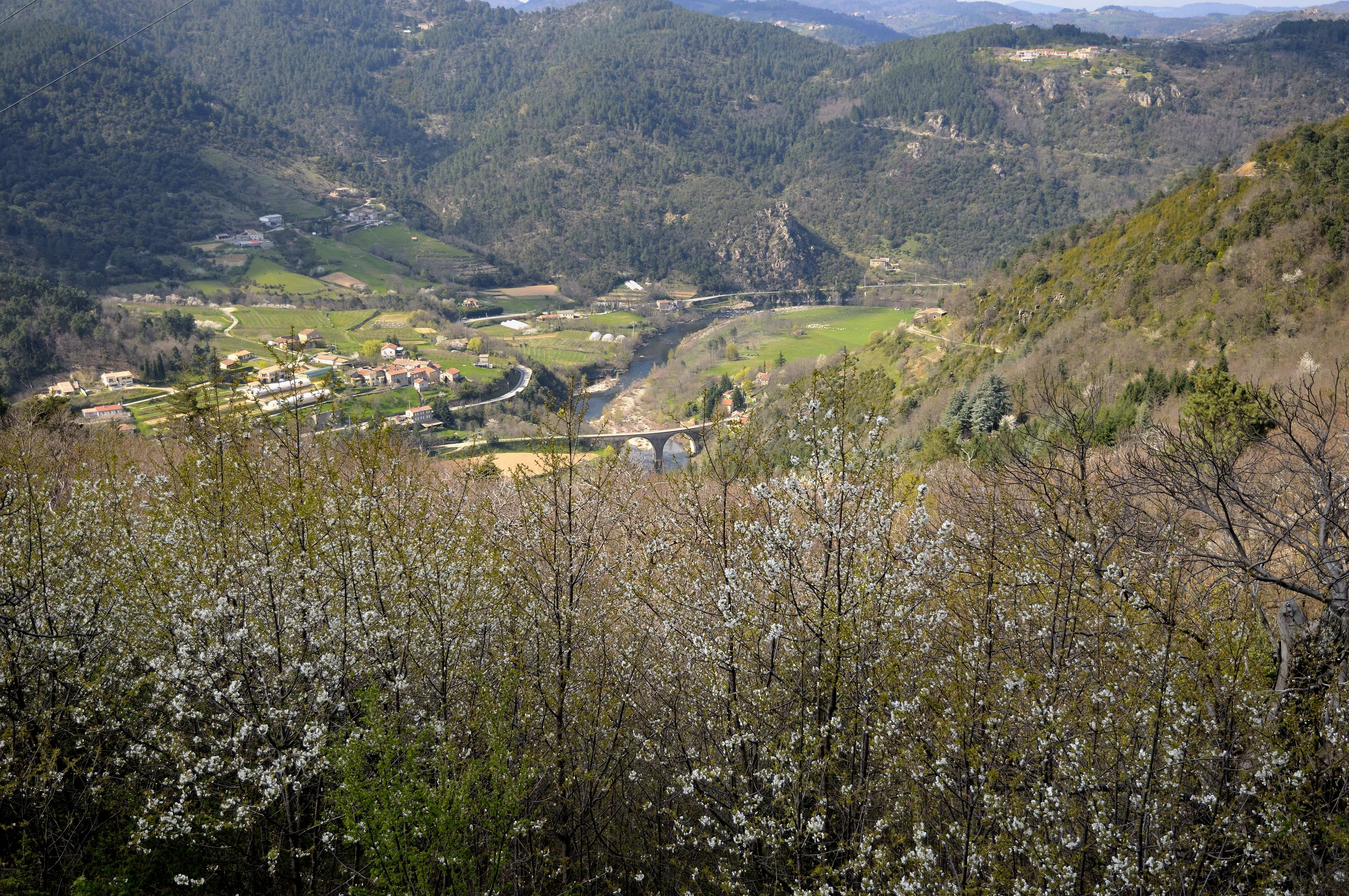